# РБ-341В «Леєр-3»
РБ-341В «Леєр-3» (рос. РБ-341В «Леер-3») — російський комплекс радіоелектронної боротьби. Призначений для придушення GSM-зв'язку за допомогою перешкод, які передаються з безпілотного літального апарата або скидуваного пристрою. Розроблений в петербурзькому «Спеціальному технологічному центрі».
Перші моделі комплексу «Леєр», завданням яких було придушення GSM-мереж, надійшли у російські війська ще в 2015 році. У 2017 стали надходити модернізовані комплекси, які вже здатні гарантовано придушувати мережі 3G та 4G, а також відправляти короткі повідомлення абонентам.

## Огляд
Перші моделі комплексу «Леєр», завданням яких було придушення GSM-мереж, надійшли у війська ще в 2015 році. Але вони не завжди могли працювати з мережами покоління 3G і 4G.
У 2017 році комплекс був модернізований, зокрема, було модернізовано БПЛА, що входять до його складу. Тепер він вже здатен підміняти вежі стільникового зв'язку і відправляти абонентам SMS, звукові, а в перспективі і невеликі відео повідомлення.
Нові БПЛА створені на базі безпілотника «Орлан-10». Поки вироби можуть відправляти SMS та аудіоповідомлення. Але найближчим часом до цього списку додадуться і невеликі відеоролики.
Головне завдання безпілотників — придушувати бази стільникового зв'язку. Для цього на борту «Орланів» встановлені спеціальні «глушилки», а також одноразові передавачі перешкод, які скидають на землю. Придушивши базові станції, старі «Орлани» могли за певних умов відправляти абонентам SMS. Але боротися з мережами 3G і 4G, а значить, і взаємодіяти зі смартфонами їм було досить складно. Оновлений комплекс легко справляється з такими цілями. Оновлені БПЛА «глушать» базові станції і займають їх місце, стаючи віртуальними стільниковими станціями.

## Склад комплексу
До складу комплексу входять:
- три БПЛА «Орлан-10»;

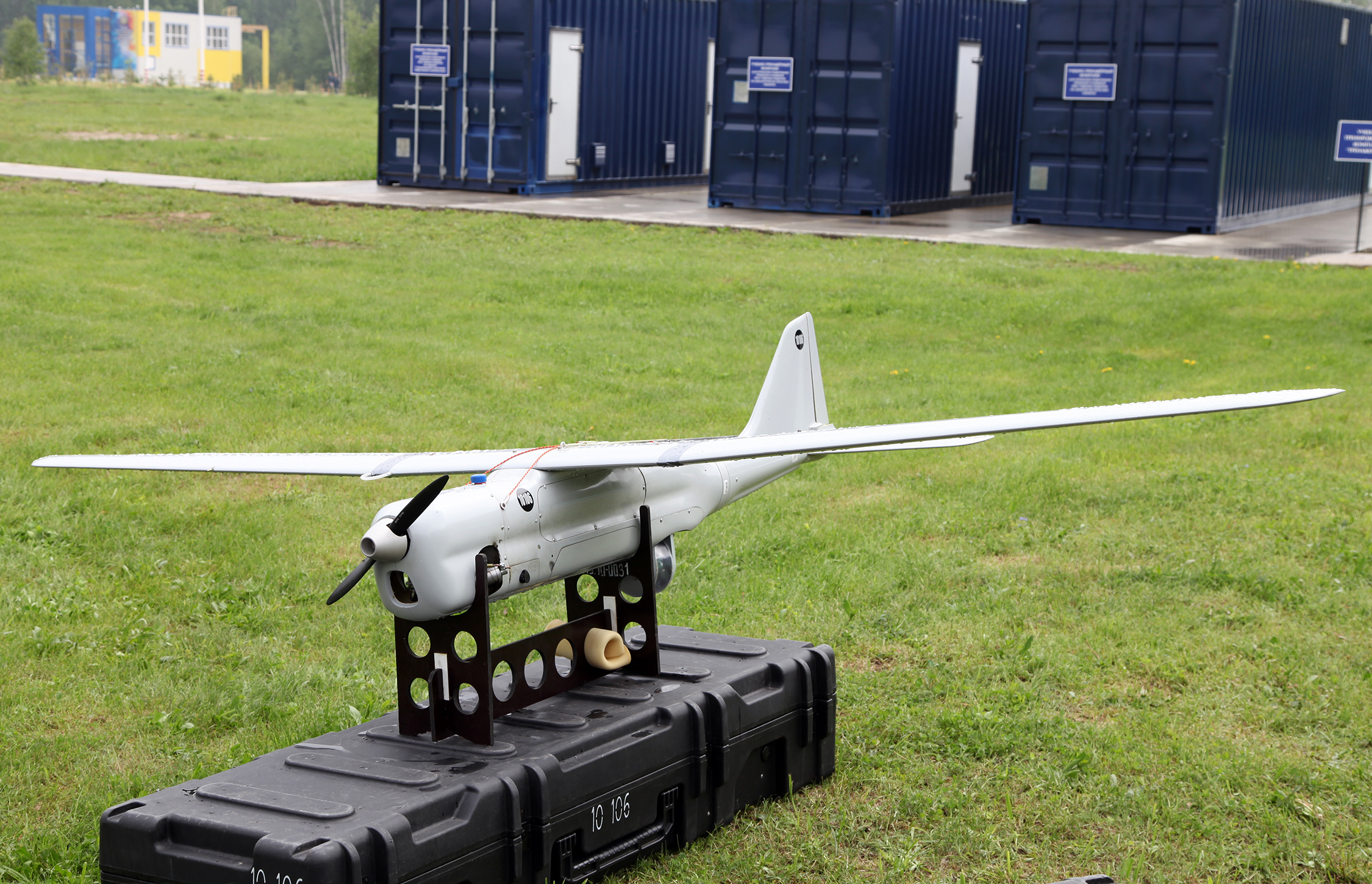
БПЛА Орлан-10

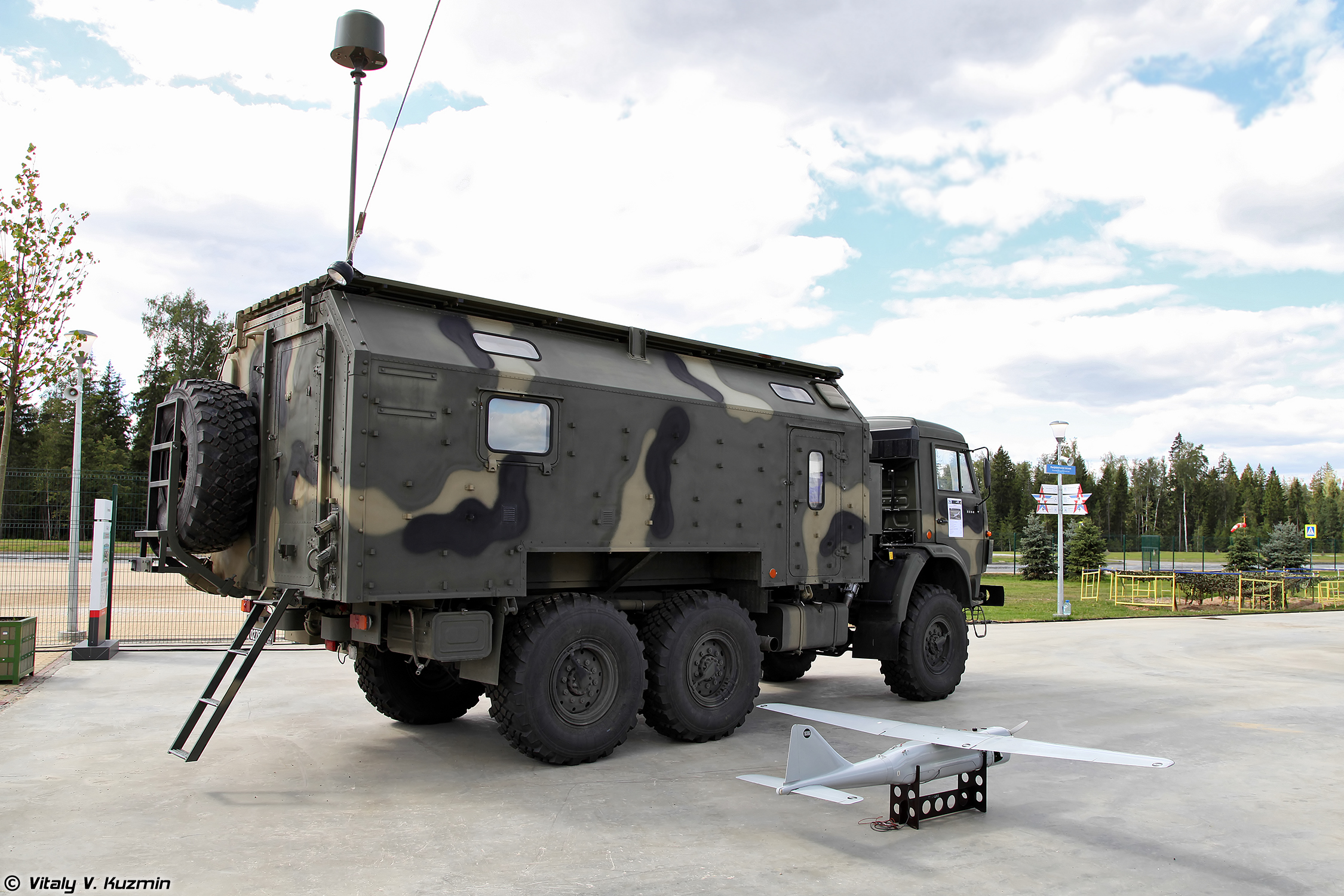
РБ-341В «Леєр-3»

- пункт управління на вантажівці КамАЗ-5350[3][2];

## Призначення
Розширення можливостей комплексу відбувається за рахунок змінних корисних навантажень. Комплекс може бути використаний з метою:
- Придушення мобільного зв'язку.
- Імітація роботи базової станції стільникового зв'язку в діапазонах GSM 900 і GSM 1800 і відправлення хибних сигналів (повідомлень).
- Ведення розвідки шляхом визначення точок випромінювання апаратів в мережах GSM.
- Виявлення абонентських точок (мобільні телефони, планшети та інші комплекси зв'язку).
- Нанесення місця розташування абонентських точок на цифрову карту.
- Передача даних про місце абонентських точок артилерійським розрахункам для ураження.
- Повітряне спостереження за обстановкою на полі бою і пересуванням військ[1].
- Оцінка стану армійських і флотських об'єктів[1].
- Дослідження рельєфу місцевості[1].

Комплекс «Леєр-3» здатний вирішувати поставлені завдання в заданому районі протягом 10 годин при роботі з одним БПЛА і має високу конфліктну стійкість в умовах активної роботи засобів радіоелектронного придушення противника.

## Тактико-технічні характеристики
Корисне навантаження (модулі радіоелектронної боротьби БПЛА) мають такі оголошені тактико-технічні характеристики:
- Максимальна маса корисного навантаження, кг: 2,5
- Кількість блокованих операторів (мереж) стільникового зв'язку GSM: до 3
- Радіус зони блокування абонентських терміналів, км:
  - прийомо-передавальним модулем типу 1: до 6
  - прийомо-передавальним модулем типу 2, 3: до 3,5

## Бойове застосування

### Громадянська війна в Сирії
З 2016 року відомі повідомлення про застосування цього комплексу в сирійському конфлікті.

### Російсько-українська війна
На початку січня 2017 року волонтери спільноти ІнформНапалм і хактивісти Українського Кіберальянсу (UCA) повідомили про успішну розвідувальну операцію проти російських терористів. Українським хактивістам вдалось вкорінити специфічне програмне забезпечення на робочий комп'ютер «начальника розвідки другого армійського корпусу народної міліції» (2 КНМ) російських окупаційних військ у Луганській області. Після вкорінення хактивісти отримали контроль над даними, що пересилалися між «начальником розвідки» 2 КНМ, 12-им командуванням резерву ЗС РФ (м. Новочеркаськ, Росія) і розвідувальними підрозділами, що діють в інтересах «корпусу» (російська безпілотна авіація, підрозділи радіоелектронної розвідки і космічна розвідка).
Із оприлюднених даних випливало, що серед засобів повітряної розвідки російських окупаційних військ в Луганській області на кінець 2014 року перебували БПЛА Орлан-10 (4 одиниці), Элерон-3 (4 одиниці), РБ-341В (2 одиниці), Тахион (2 одиниці).
Таким чином, можна зробити висновок, що російські військові розгорнули та використовували два комплекси РБ-341В «Леєр» на території Луганської області щонайменше з кінця 2014 року.
За інформацією Головного управління розвідки Міністерства оборони України (ГУР МОУ) у квітні 2016 року, під час загострення бойових дій навколо Авдіївки, російські бойовики розгорнули біля Макіївки обладнання для радіоелектронної боротьби: станції РЕБ Р-330Ж «Житель» та комплекс РЕБ «Лєєр-3».
В липні 2018 року з безпілотного літального апарата СММ ОБСЄ був помічений комплекс РБ-341В неподалік населеного пункту Чорнухине (на південний захід від Луганську, окупований російськими загарбниками з лютого 2015 року).
В доповіді № 60/2020 СММ ОБСЄ було зазначено, що 10 березня 2020 року з БПЛА СММ малого радіуса дії було помічено 3 комплекси радіоелектронної боротьби: РБ-341В «Леєр-3», Р-934Б «Синиця» та РБ-636 «Свет-КУ» на території об'єкта на південь від Луганська. Волонтери групи «ІнформНапалм» встановили точні координати розташування виявлених машин, а також зазначили, що техніка знаходиться в похідному положенні.
У березні 2022 р. стало відомо що ЗСУ під час російського вторгнення в Україну знищили російську РБ-341В «Леєр-3».

### Придушення протестів у Казахстані
6 січня Голова Ради колективної безпеки ОДКБ — прем'єр-міністр Вірменії Нікол Пашинян заявив, що «у зв'язку зі зверненням Президента Казахстану Токаєва» із запрошенням іноземних військ придушувати протести «Рада колективної безпеки ОДКБ відповідно до статті 4 Договору про колективну безпеку ухвалила рішення направити Колективні миротворчі сили ОДКБ до Казахстану на обмежений за часом період».
Російська Федерація відправила до Казахстану, у складі свого військового контингенту, серед іншого, системи радіоелектронної боротьби РБ-531Б «Инфауна» та РБ-341В «Леер-3».
Обидві станції, а також мобільні телекомунікаційні комплекси було помічено під час завантаження техніки на літаки.

## Протидія
Для зв'язку: Використання супутникового телефона та стаціонарного телефону. У старих моделях 2015 року непрацює придушення 3g та 4g, тому вони можуть працювати[джерело?].
Для навігації: використання паперових або електронних офлайн карт місцевості, можна використовувати інші системи навігації. Наприклад наземну радіонавігацію[джерело?].
Можливо достатньо відійти на більшу відстань. Так як придушення відбувається лише в радіусі 6 км[джерело?].
Також можна безперешкодно проводити радіозв'язок на кв та укв, використовувати рації. Так як придушення відбувається лише мобільного зв'язку[джерело?].